# Serón
Serón és una localitat de la província d'Almeria, Andalusia. L'any 2005 tenia 2.429 habitants. La seva extensió superficial és de 167 km² i té una densitat de 14,5 hab/km². Les seves coordenades geogràfiques són 37° 20′ N, 2° 30′ O. Està situada a una altitud de 822 metres i a 127 quilòmetres de la capital de la província, Almeria.

## Demografia
| 1996  | 1998  | 1999  | 2000  | 2001  | 2002  | 2003  | 2004  | 2005  |
| ----- | ----- | ----- | ----- | ----- | ----- | ----- | ----- | ----- |
| 2.742 | 2.673 | 2.673 | 2.555 | 2.495 | 2.488 | 2.414 | 2.427 | 2.429 |

## Monuments
Església parroquial Nuestra Señora de la Asunción.
Edifici construït al segle xvii, en el qual conflueixen dues tradicions arquitectòniques que convivien durant l'època: la mudèjar, procedent de la tradició islàmica, concretament la carpinteria, i la cristiana, present als detalls manieristes. Va ser declarada monument històric-artístic de caràcter nacional en 1983.
Ermita de Nuestra Señora de los Remedios.
Construcció neoclàssica dels segles XVIII-XIX, de planta rectangular i amb una sola nau. Els murs són cecs i la capella principal es cobreix amb una cúpula pintada per l'artista Miralles.